# 中条カノン
中条 カノン（なかじょう かのん、1990年6月30日-)は、日本のAV女優。バンビプロモーション所属

## 略歴
2018年11月、「内海みう（うちみ みう）」としてAVデビュー。
2019年に「中条カノン」に改名。
2020年11月、跡美しゅりプロデュースのアイドルグループ「みっぴぃな」結成メンバーとなる。

## 人物
東京都出身。趣味は音楽・アニメ・美容、特技は料理・DJ。
身長は170cmで、股下が82cm。
デビュー時は現役CAとされ、公式Twitterのプロフィール欄は元CAとしている。
AV男優のコンピューター園田は「性格は意識高い系」なのに、「中身は二次元男子を追いかけるヲタク女子」と内面を表現している。

## 出演作品

### アダルトDVD
「内海みう」名義
2018年
- 理性に隠した敏感体質 しとやか現役CAさんをAVデビューさせちゃいました!（11月7日、プレミアム）
- 顔出し!女子大生限定 ザ・マジックミラー 素人娘が初めての固定バイブ激イキ体験! in池袋 うねるバイブをねじ込まれたまま恥ずかしいポーズを撮影され連続絶頂! オマ○コの火照りが止まらない素人女子大生はデカチンSEXを拒めない!（12月19日、ディープス）

2019年
- SOD女子社員 マジックミラー号と店舗で初めての逆ナンパ研修 デカチン 早漏チ○ポ 連射チ○ポをハーレムプレイで射精天国（1月24日、SODクリエイト）※「高野美里」名義
- 一日限りのCAデリヘル 生まれて初めての絶頂を味わう粘着交尾（2月7日、コスモス映像）※「みう」名義
- 初心で可愛い女子校生をナンパ! カレのチ○ポでイクなんて知ら無かった若娘の身体をモノにして尻穴丸見えの杭打ちピストン! えっ!?ヤダヤダ!そんなに激しくしたらヤバいって! 有無を言わさず乙女のオ○ンコに濃厚ザーメン注入(中出し)で放心状態の女子校生たち!（2月27日、MERCURY）
- 新卒1年生OLガチナンパ! 同じく新社会人の童貞君とお昼休みにこっそりHしてみませんか? 時間を忘れるまでイカセまくって、中出し精子を膣に入れたまま職場に帰らせ 妊娠確実編（3月8日、赤面女子）
- 120%リアルガチ軟派伝説 vol.70 in 神戸（3月15日、プレステージ）
- ガチナンパ! 池袋産直! ウブ女子大生に絶倫童貞くんが筆下しのお願い! 激鬼ピストンで感度急上昇の敏感マ○コはイキっぱ理性崩壊!（3月15日、ナンパーズ）※「えみ」名義
- 友人の母 息子の友人に犯され、幾度もイカされてしまったんです…（4月13日、溜池ゴロー）

「中条カノン」名義
2019年
- 勤務女子 働く女性のイキ方 オフィス用品販売会社勤務 カノン24歳（6月6日、アキノリ）※「カノン」名義
- 生活保護と猥褻と私（6月12日、FIRST STAR）※「しおり」名義
- 最高の愛人と、最高の中出し性交。 45 商社勤務・営業補佐 えみ(27歳)独身（6月14日、プレステージ）※「えみ」名義
- 繰り返される店長からの連日の執拗な乳首責めセクハラに、いつしか自分からセクハラされることを期待して乳首がうずいてしまうパートの若妻。連日のセクハラ行為を受けるうちに自覚のないまま乳首開発されド淫乱覚醒! 2（6月19日、お夜食カンパニー）
- 号泣NTR 〜恋人の前で泣きじゃくり性交〜（7月1日、キチックス）※「優子」名義
- ナンパJAPAN検証企画! 文学部に通う素人大学生限定! 友情VS性欲 文系男女の友達同士が密室ラブホで二人きり! 知らずに媚薬を飲んだ文学女子は痴女覚醒して 連続射精セックスしちゃうのか!? 緊迫モニタリング!（7月25日、ナンパJAPAN）
- 通りすがりのAV女優 14 【ココロココニアラズ編】（7月27日、HMJM）
- 170cmのスーパーBODYが痙攣イキ狂い 完全着衣の美学 競泳水着の女（8月1日、アキノリ）
- 喉マ●コ中出し 爆泣きイラマチオ（8月9日、REAL）
- カッコかわいい脚長ドデカ姉さん 171センチの乙女心（8月12日、MERCURY）
- 夫が隣にいるのに川の字で寝ている甥っ子のデカチンでのけ反りイキするくびれ人妻（8月22日、ナチュラルハイ）
- ラグジュTV×PRESTIGE PREMIUM 27（8月30日、プレステージ）※「水瀬凛」名義
- 文京区にある女教師が通う整体セラピー治療院 24（9月1日、変態紳士倶楽部）
- 絶対領域ニーハイ制服女子に淫語責め脚コキされ連続射精しちゃった件。（9月1日、変態紳士倶楽部）
- びしょ濡れOL雨宿り強制わいせつ（9月27日、TMA）
- パンツもあるよ♪ぶっかけ!OL スーツ倶楽部15 ～インターン女子大生カノンさんの愛されミニスカートとヤル気満々パンツスーツ～ (11月7日、下半身タイガース/妄想族)
- 酔いつぶれた同僚を自宅お持ち帰り (12月12日、アイエナジー)
- スレンダー美女はSEXがお好き (12月13日、S-Cute)
- 肉欲にまみれた愛人志望の変態美人OL（8頭身高身長モデル系美女）とお籠り濃厚セックス (12月25日、オーロラプロジェクト・アネックス)

2020年
- 光沢レギンスお姉さんのピタパン尻に我慢できずデカチン即ハメ!高身長OL2名/激イキ40回 (1月1日、LUNATICS)
- 二人きり旅行ドキュメント SNSで話題のモデル級最強スタイル娘 中条カノンと沖縄プライベートセックス旅行 (1月7日、パコパコ団とゆかいな仲間たち/妄想族)
- 墜とされた美人弁護士 「私、婚約者の前で、こんな下卑な男達に輪●され、種付けされ続けるんです…あゝだめ...子宮が熱いの...」　(1月13日、オーロラプロジェクト・アネックス)
- 高身長スレンダー美女の中条カノンと神脚コキ痴女に悶絶するも逆襲のイラマチオで一矢報いる男達の記録。 (1月13日、バルタン)
- 経験豊富な優しい素人人妻が最高の童貞筆おろし 20 (1月23日、アイエナジー)
- 淫語女子アナ20 文系エロ穴深田えいみSP (1月23日、ROCKET)
- 神パンスト 中条カノン 制服ロリ美少女の美脚を包んだ生ナマしいパンストを完全着衣でムレた足裏からつま先を味わい尽くす！時には顔騎や足コキ、時には中出し、時にはお尻にコスってぶっかけとやりたい放題！発情させられた女の変態調教絶頂プレイを楽しむフェチAV (1月23日、親父の個撮)
- 円光女子●生 はじめての種付け孕ませ (2月25日、ホームルーム)
- サエない僕を不憫に思った巨乳な姉に「擦りつけるだけだよ」という約束で素股してもらっていたら互いに気持ち良すぎてマ○コはグッショリ!でヌルっと生挿入! 3 (3月12日、アイエナジー)

### アダルトVR
2019年
- 淫口VR（7月1日、KMPVR）
- 常に舐められっぱなし3P（7月13日、KMPVR-bibi-）
- 酔っぱらって動けなくなった泥酔OLを密かに犯して生中出し（7月20日、4K VR）
- 超高級本物キャビンアテンダントデリヘル（8月11日、KMPVR）
- 疲れたアナタをタップリ癒してくれる 専属中出し美少女メイド（8月22日、宇宙企画VR

### イメージDVD
- 処女レイヤーNude（2019年9月3日、渋谷プロモーション）※「もえみ萌」名義